# Стеарат калия
Стеарат калия — соль калия и стеариновой кислоты с формулой KC18H35O2 бесцветные кристаллы. Слабо растворяется в холодной воде, растворяется в горячей воде, этаноле, не растворяется в эфире, хлороформе, сероуглероде. Компонент жидкого мыла.